# 下剋上高潮
《下剋上高潮》（下剋上エクスタシー）是日本音樂家椎名林檎的第三張DVD，和第四張DVD《發育地位》、兩張DVD的VHS版本一起於2000年12月7日發行。總計銷售量8.6萬張，名列2001年年度音樂DVD銷售榜第9位、2001年年度音樂VHS銷售榜第10位。初回限定為「螢光塗料式樣」，另外，DVD版使用青白色的反光漆，VHS版則使用白色的反光漆。
此張DVD是收錄椎名林檎《下剋上高潮》巡迴演唱會，以4月26日在東京都的NHK會館所舉行的演唱會為中心，有時穿插5月31日在福岡市的Sunpalace Hall表演的場景，其演唱的歌曲及幕後花絮。

## 曲目
| 曲序 | 曲目                                                          |
| ---- | ------------------------------------------------------------- |
| 1.   | 本能                                                          |
| 2.   | 虛言症                                                        |
| 3.   | 歌舞伎町的女王                                                |
| 4.   | 藍天                                                          |
| 5.   | 哮月喪家犬                                                    |
| 6.   | 自我                                                          |
| 7.   | 警告                                                          |
| 8.   | Love is Blind（詞曲：珍妮斯·艾恩）                            |
| 9.   | 正確的大街                                                    |
| 10.  | 積木遊戲                                                      |
| 11.  | 辯解德布希                                                    |
| 12.  | 幸福論（悅樂編）                                              |
| 13.  | 罪與罰                                                        |
| 14.  | 依存症                                                        |
| 15.  | 席德與白日夢                                                  |
| 16.  | 公共的病床                                                    |
| 17.  | 丸內虐待狂                                                    |
| 18.  | 特別曲目 - 暗夜中的雨 - 幸福論 - 遙控器 - 正確的大街 - 同一夜 |

| 幕後花絮 | 幕後花絮 |
| 曲序     | 曲目     |
| -------- | -------- |
| 1.       | 第一段   |
| 2.       | 第二段   |
| 3.       | 第三段   |

## 銷售排行

### Oricon銷售榜（日本）[1]
| 發行日期                        | 排行榜                 | 最高排名 | 第一週銷售量 | 總銷售量 | 連續上榜次數 |
| ------------------------------- | ---------------------- | -------- | ------------ | -------- | ------------ |
| 2000年12月7日 下剋上高潮（DVD） | Oricon DVD日銷售排行榜 | -        | -            | 86,000   | 10週         |
| 2000年12月7日 下剋上高潮（DVD） | Oricon DVD週銷售排行榜 | -        | -            | 86,000   | 10週         |
| 2000年12月7日 下剋上高潮（DVD） | Oricon DVD年銷售排行榜 | #9       | 86,000       | 86,000   | 10週         |

| 發行日期                        | 排行榜                 | 最高排名 | 第一週銷售量 | 總銷售量 | 連續上榜次數 |
| ------------------------------- | ---------------------- | -------- | ------------ | -------- | ------------ |
| 2000年12月7日 下剋上高潮（VHS） | Oricon DVD日銷售排行榜 | -        | -            | -        | -            |
| 2000年12月7日 下剋上高潮（VHS） | Oricon DVD週銷售排行榜 | -        | -            | -        | -            |
| 2000年12月7日 下剋上高潮（VHS） | Oricon DVD年銷售排行榜 | #10      | -            | -        | -            |

## 發行日期
| 國家 | 發行日期      | 發行形式          | 商品編號  | 定價      |
| ---- | ------------- | ----------------- | --------- | --------- |
| 日本 | 2000年12月7日 | VHS               | TOVF-1350 | 4,200日圓 |
| 日本 | 2000年12月7日 | DVD               | TOBF-5043 | 4,200日圓 |
| 台灣 | 2000年12月7日 | DVD（進口初回盤） | TOBF-5043 | 1,300元   |

## 演唱會簡介
《下剋上高潮》為日本音樂家椎名林檎第二次日本巡迴演唱會，總共在十四個城市舉辦十六場的演唱會。特別的是演唱會以醫院為主題布置，此構思來自於第四張單曲《本能》，根據此想法，他們而將舞台布置成手術室，甚至有人體心電圖等細微的裝飾，然後爵士鼓則架設在病床上，而表演的人員也不例外，清一色白色衣服登場，營造出醫生的感覺，而主唱椎名林檎則是穿著血衣彈吉他，讓人聯想到病人，歌迷只能讚嘆真是把演唱會的主題給發揮到極致。另外，演唱會特別在「椎名紀念日」展開首場的演唱會，頗有一番用意。
演唱會演出的曲目以第二張專輯《勝訴的新宿舞孃》為主，單曲《本能》中收錄的「藍天」被製作成悅樂篇演奏，但像「浴室」等曲子並沒有被收錄進DVD中。另外，「依存症」的歌詞極大爭議的「希特勒」，在演唱會的時候椎名林檎有演唱出來，但在做成DVD後，唱片公司則用其他的聲音把主唱的聲音給覆蓋住。而當演唱會進行至「警告」時，出現了椎名林檎剪了頭髮之後的影像，不過那不是造型，而是林檎認為自己在演唱會中表現得不好，用剪頭髮來做反省與檢討。
最後，演唱會所演唱的新曲「草草幹活」、「賭博」並不被收錄至DVD中，反而是被收錄在演唱會單曲《絕頂集》中，而草草幹活（やっつけ仕事）硬被做成對稱曲（やつつけ仕事），收錄至接下來發行的專輯《加爾基 精液 栗子花》中，此外，「賭博」則是收錄在日後與齋藤毅合作的專輯《平成風俗》中。

### 表演人員
虐待肝醣
- 主　唱‧吉他手 - 椎名林檎
- 貝斯手 - 龜田誠治
- 吉他手 - 彌吉淳二
- 鍵盤手 - 皆川真人
- 鼓　手 - 村石雅行
- 總指揮 - 弦一徹
  - 戰勝紀念樂團（管弦樂團）

### 公演會場
| 日期          | 都道府縣 | 城市     | 場館                |
| ------------- | -------- | -------- | ------------------- |
| 日本          |          |          |                     |
| 2000年4月17日 | 栃木縣   | 宇都宮市 | 栃木縣綜合文化會館  |
| 2000年4月20日 | 石川縣   | 金澤市   | 石川厚生年金會館    |
| 2000年4月24日 | 新潟縣   | 新潟市   | 新潟縣民會館        |
| 2000年4月26日 | 東京都   | 澀谷區   | NHK會館（NHK HALL） |
| 2000年4月28日 | 東京都   | 澀谷區   | 澀谷公會堂          |
| 2000年5月3日  | 東京都   | 澀谷區   | 澀谷公會堂          |
| 2000年5月13日 | 廣島縣   | 廣島市   | 廣島縣文化藝術中心  |
| 2000年5月15日 | 鹿兒島縣 | 鹿兒島市 | 鹿兒島市民文化會館  |
| 2000年5月18日 | 長崎縣   | 長崎市   | 長崎藝術會館        |
| 2000年5月22日 | 香川縣   | 高松市   | 高松市民會館        |
| 2000年5月24日 | 大阪府   | 大阪市   | 大阪厚生年金會館    |
| 2000年5月27日 | 宮城縣   | 仙台市   | Sunplaza Hall       |
| 2000年5月31日 | 福岡縣   | 福岡市   | Sunpalace Hall      |
| 2000年6月2日  | 愛知縣   | 名古屋市 | 名古屋市公會堂      |
| 2000年6月5日  | 北海道   | 札幌市   | 北海道厚生年金會館  |
| 2000年6月7日  | 岩手縣   | 盛岡市   | 盛岡市民文化中心    |

### 演出曲目
1. 哮月喪家犬
2. 警告
3. Can't take my eyes off you
4. 本能
5. 虛言症
6. 積木遊戲
7. 藍天
8. 石膏
9. 賭局
10. 草草幹活
11. 辯解德布希
12. 在這裡接吻
13. 自我
14. 幸福論（悅樂篇）
15. 罪與罰
16. 歌舞伎町的女王
17. 浴室
18. 依存症
19. 席德與白日夢
20. 公共的病床
21. 同一夜（Encore 1）
22. 丸內虐待狂（Encore 2）

1. 弦一徹戰勝紀念樂團與皆川真人的鋼琴演出
1.暗夜中的雨　2.幸福論　3.遙控器　4.正確的大街
2. 本能
3. 虛言症
4. 積木遊戲
5. 藍天
6. 石膏
7. 賭局
8. 草草幹活
9. 辯解德布希
10. 在這裡接吻
11. 自我
12. 警告
13. 罪與罰
14. 歌舞伎町的女王
15. 浴室
16. 依存症
17. 席德與白日夢
18. 公共的病床
19. 同一夜（with 戰勝紀念樂團）
20. 哮月喪家犬（Encore）

1. 哮月喪家犬
2. 警告
3. Can't take my eyes off you
4. 本能
5. Love is Blind
6. 虛言症
7. 積木遊戲
8. 藍天
9. 石膏
10. 賭局
11. 草草幹活
12. 辯解德布希
13. 在這裡接吻
14. 自我
15. 幸福論（悅樂篇）
16. 罪與罰
17. 歌舞伎町的女王
18. 浴室
19. 依存症
20. 席德與白日夢
21. 公共的病床
22. 同一夜（Encore 1）
23. 丸內虐待狂（Encore 2）

1. 哮月喪家犬
2. 辯解德布希
3. Can't take my eyes off you
4. 本能
5. Love is Blind
6. 虛言症
7. 積木遊戲
8. 藍天
9. 石膏
10. 賭局
11. 草草幹活
12. 警告
13. 在這裡接吻
14. 自我
15. 幸福論（悅樂篇）
16. 罪與罰
17. 歌舞伎町的女王
18. 浴室
19. 依存症
20. 席德與白日夢
21. 公共的病床
22. 同一夜（Encore 1）
23. 丸內虐待狂（Encore 2）

1. 哮月喪家犬
2. 辯解德布希
3. Can't take my eyes off you
4. 本能
5. Love is Blind
6. 虛言症
7. 正確的大街
8. 積木遊戲
9. 藍天
10. 石膏
11. 賭局
12. 草草幹活
13. 警告
14. 在這裡接吻
15. 自我
16. 幸福論（悅樂篇）
17. 罪與罰
18. 歌舞伎町的女王
19. 浴室
20. 依存症
21. 席德與白日夢
22. 公共的病床
23. 同一夜（Encore 1）
24. 丸內虐待狂（Encore 2）

1. 哮月喪家犬
2. 辯解德布希
3. Can't take my eyes off you
4. 本能
5. Love is Blind
6. 正確的大街
7. 虛言症
8. 積木遊戲
9. 藍天
10. 石膏
11. 賭局
12. 草草幹活
13. 警告
14. 在這裡接吻
15. 自我
16. 幸福論（悅樂篇）
17. 罪與罰
18. 歌舞伎町的女王
19. 浴室
20. 依存症
21. 席德與白日夢
22. 公共的病床
23. 同一夜（Encore 1）
24. 丸內虐待狂（Encore 2）

## 脚注